# Hageshi Sato, Kono Mune no Naka de Karamitsui ta Shakunetsu no Yami
Hageshi Sato, Kono Mune no Naka de Karamitsui ta Shakunetsu no Yami (激しさと、この胸の中で絡み付いた灼熱の闇) est un single du groupe de rock japonais Dir en grey et est sorti le 2 décembre 2009.

## Liste des titres
CD
1. 激しさと、この胸の中で絡み付いた灼熱の闇 ["Hageshi Sato, (...)"]
2. 残 ["ZAN", GAUZE, 1999]
3. 蝕紅 (Shot In One Take) [Shokubeni, Vulgar, 2003]

DVD (Édition limitée)
1. 蝕紅 (Shot In One Take) ["Shokubeni", Vulgar, 2003]
2. レコーディング風景 ["Espace d'enregistrement"?]
3. 他 ["TA"?]

Remarque: La liste des titres présente sur le site a été modifiée :
CD
1. 激しさと、この胸の中で絡み付いた灼熱の闇 [Hageshi Sato, (...)]
2. 残 ["ZAN", GAUZE, 1999]
3. 蝕紅 (Shot In One Take) [Shokubeni, Vulgar, 2003]

DVD (Édition limitée)
1. 蝕紅 (Shot In One Take) [Shokubeni, Vulgar, 2003]
2. 激しさと、この胸の中で絡み付いた灼熱の闇 (Scenes From Recording)
3. 激しさと、この胸の中で絡み付いた灼熱の闇 (In-Studio Footage)

## Informations
Un aperçu du titre Hageshi Sato, Kono Mune no Naka de Karamitsui ta Shakunetsu no Yami a été ajouté sur le site officiel le 18 novembre 2009 et le clip fut mis en vente sur iTunes plus de quatre mois après l'aperçu, au mois de mars.